# Suzuya (1934)
Pour les autres navires du même nom, voir Suzuya.
Le Suzuya (鈴谷) est le troisième croiseur lourd de classe Mogami, construit pour la Marine impériale japonaise de 1934 à 1937.  Il portait, à sa mise en service, quinze canons de 155 mm donc classé croiseur léger, aux termes des stipulations du traité de Londres (1930). Mais après que l'empire du Japon se fut affranchi en 1936 de toutes les règles imposées par les traités de désarmement naval, les cinq tourelles triples de 155 mm furent débarquées et remplacées par des tourelles doubles de 203 mm. Cette refonte de l'armement principal fit de ce navire un bâtiment équivalent aux plus puissants croiseurs lourds. Il a été actif pendant la guerre du Pacifique, opérant le plus souvent avec les autres navires de la classe Mogami, en particulier le Kumano à partir de l'été 1942. Il a été coulé pendant la bataille au large de Samar, le 25 octobre 1944.

## Conception et caractéristiques
La Marine impériale japonaise a fait construire de 1931 à 1935, deux croiseurs, Mogami et Mikuma, censés respecter les stipulations du traité naval de Londres de 1930, en ce qu'ils avaient une artillerie principale ayant un calibre de 155 mm. Ce calibre était la limite maximale autorisée pour les croiseurs (dits « légers »), les seuls dont une construction nouvelle était autorisée par ce nouveau traité. Mais les autres caractéristiques de ces bâtiments, blindage, vitesse et déplacement notamment, étaient comparables à celles des croiseurs désignés dès lors comme croiseurs « lourds », respectant les stipulations du traité de Washington de 1922, c'est-à-dire sans autres limites (hormis le calibre de l'artillerie principale) que le déplacement “standard” qui ne devait pas dépasser 10 000 tonnes anglaises de 1 016 kg. 
Mis en service en 1935, mais ne donnant pas entièrement satisfaction, les Mogami et Mikuma ont dû être modifiés dès 1936, pour améliorer leur stabilité et renforcer leur coque, ce qui a légèrement réduit leur vitesse. Deux autres croiseurs, le Suzuya et le Kumano, ont été commandés, avec les mêmes caractéristiques que celles des deux premières unités de la classe Mogami, dimensions de coque (longueur de 201,60 m, maître-bau de 19,20 m, tirant d'eau de 5,90 m), artillerie principale (15 canons de 155 mm en 5 tourelles, trois à l'avant et deux à l'arrière) et artillerie secondaire (huit canons de 127 mm Type 89  en quatre tourelles), plates-formes lance-torpilles de 610 mm, installations d'aviation et blindage. La seule différence notable était la propulsion, avec huit chaudières Kampon, au lieu de dix, alimentant quatre groupes de turbines, mais développant la même puissance de 152 000 ch. 
Mis sur cale le 11 décembre 1933 à l'arsenal de Yokosuka, lancé le 20 novembre 1934, achevé en janvier 1936, le Suzuya a été immédiatement mis en refonte, pour lui apporter des modifications identiques à celles qui venaient d'être effectuées  sur la coque des  deux premières unités de la classe Mogami. Il a été armé officiellement le 31 octobre 1937, mais a encore subi immédiatement une refonte, pour recevoir des tourelles doubles de 203 mm, à la place des tourelles triples de 155 mm et renforcer sa Défense Contre-Avions rapprochée en remplaçant sa batterie de canons de 40 mm par quatre affûts doubles de 25 mm Type 96 automatiques. Il a été admis en service actif à Kure le 30 septembre 1939 et a fait partie de la 7e Division de Croiseurs, au sein de la 2e Flotte.

## Service
Au début de 1941, en Indochine française, le Suzuya participe aux démonstrations de force japonaises, après la bataille de Ko-Chang, pour imposer un “accord de non-agression” entre les autorités françaises, restées fidèles au gouvernement de Vichy et les forces japonaises, qui bénéficient dès lors de facilités de stationnement dans le nord de l'Indochine. En juillet 1941, il participe depuis Hainan à l'opération qui permet aux forces japonaises d'occuper l'Indochine et d'opérer à partir de la Cochinchine.

### Pendant l'offensive japonaise  (décembre 1941 - avril 1942)
En couvrant les opérations de débarquement en Malaisie, il participe à la recherche des  HMS Prince of Wales et Repulse, puis il couvre, de décembre 1941 à mars 1942, à partir de Cam Ranh, les débarquements au nord de Borneo, aux îles Anambas, au sud de Sumatra (Palembang), à Java, puis à partir de Singapour, les débarquements au nord de Sumatra (Sabang), jusqu'aux îles Andaman, au large de la Birmanie.
Le 1er avril 1942, la 7e division de croiseurs qui se trouvait à l'île de Mergui, avec le Chokai , qui portait la marque du vice-amiral Ozawa va participer à un raid dans le golfe du Bengale. Pour chasser le trafic commercial avec l'Inde, le Mikuma, le Mogami et le destroyer Amagiri formèrent le « Groupe Sud », le Suzuya et le Kumano (navire amiral du contre-amiral Kurita), constituaient le « Groupe Nord », le Chokai et la 20e flottille de destroyers, avec le croiseur léger Yura, le porte-avions Ryūjō et les destroyers Ayanami, Yugiri, Asagiri et le Shiokaze pouvait renforcer l'un ou l'autre groupe. Durant l'opération, le « Groupe Nord » revendiqua la destruction de quatre navires marchands, un américain, l'Exmoor (4 986 tonnes), et trois britanniques, les Malda (9 066 tonnes), Autocyclus (7 621 tonnes) et Shinkuang (2 441 tonnes).
Rentré au Japon, le Suzuya passe en cale sèche à Kure, en mai, et ne participe donc pas à la bataille de la mer de Corail. Le 26 mai, la 7e division de croiseurs, aux ordres du vice-amiral Kurita, promu à ce grade le 1er mai, arriva à Guam pour assurer un appui rapproché du groupe de transport qui, aux ordres du contre-amiral Tanaka, devait acheminer les troupes chargées de l'invasion de Midway.

### Pendant la bataille de Midway
Le résultat calamiteux pour l'aviation embarquée japonaise des combats du 4 juin 1942 a privé la flotte japonaise de couverture aérienne. Le débarquement sur Midway a alors été annulé. Mais la force d'appui rapproché du vice-amiral Kurita s'est retrouvée, le 5 juin, à proximité d'un sous-marin américain qui a été repéré par une vigie du Kumano. Une manœuvre d'évitement a été ordonnée par l'amiral, au cours de laquelle, le Mikuma a coupé la route du Mogami qui l'a abordé. Très ralentis, les deux navires ont alors mis le cap à petite vitesse vers l'île de Wake. Attaqués, le lendemain 6 juin, à deux reprises, par l'aviation américaine basée à Midway, sans résultats, puis par des bombardiers en piqué “Dauntless” des USS Enterprise et Hornet, les deux croiseurs ont alors été touchés, à plusieurs reprises chacun, et le Mikuma a été coulé,, tandis que le Mogami réussissait à rentrer à Truk puis au Japon.
Tandis que le Mogami entrait en réparations pour onze mois, la 7e Division de Croiseurs, réduite au Kumano, portant désormais la marque du contre-amiral Nishimura, et au Suzuya, a été envoyée dans l'océan Indien. Arrivée à Mergui, fin juillet, elle a été rappelée dès le début de l'offensive américaine dans les îles Salomon et le  débarquement à Guadalcanal, début août.

### Devant Guadalcanal, jusqu'au bombardement de Truk
Rattachée à la 3e Flotte du vice-amiral Nagumo, le Suzuya participe aux batailles des Salomon orientales et des îles Santa Cruz. Le rôle principal y est joué par les porte-avions, et en tout cas, le Suzuya n'y subit pas de dégâts notables. Mais en ce qui concerne le soutien direct aux attaques contre Guadalcanal et en particulier les  bombardements navals contre le terrain d'aviation Henderson, ce sont, jusqu'à la mi-octobre, les bâtiments de la 8e Flotte japonaise, commandée par le vice-amiral Mikawa, qui en ont été chargés. Deux croiseurs lourds japonais y ont été détruits. Après la bataille du cap Espérance, les cuirassés rapides Kongō et Haruna ont violemment bombardé Henderson Field, puis les croiseurs Maya et Myōkō ont prêté main-forte aux croiseurs de la 8e Flotte. Finalement, le 3 novembre, les deux croiseurs Suzuya et Maya ont été rattachés à la 8e Flotte, et  ont rallié les îlots Shortland. Le lendemain de la première bataille navale de Guadalcanal (nuit du 12-13 novembre 1942), où le vice-amiral Abe a été repoussé et où son navire amiral, le Hiei, très endommagé, a été achevé par l'aviation américaine, le vice-amiral Mikawa, sur le Chōkai, est revenu devant Guadalcanal, avec le Kinugasa, le Maya et le Suzuya portant la marque du contre-amiral Nishimura et Henderson Field a reçu encore un millier d'obus, tirés par ces deux derniers croiseurs. Au retour de cette mission, au matin du 14 novembre, le Kinugasa, a été coulé par l'aviation embarquée de l'USS Enterprise et le Maya a été sérieusement endommagé par un “Dauntless” qui s'est abattu sur sa superstructure à bâbord, mais le Suzuya, pour sa part, est rentré indemne.
Après la seconde bataille de Guadalcanal, au cours de laquelle, dans la nuit du 14 au 15 novembre, le Kirishima a été coulé, les grands navires de surface japonais ne sont plus engagés directement mais les croiseurs de la 7e Division sont restés dans les eaux du Pacifique du Sud-Est entre les îlots Shortland, Rabaul, Kavieng ou Truk, ne rentrant au Japon que pour recevoir des renforcements de leur Défense Contre Avions rapprochée, avec l'adjonction d'affûts triples de 25 mm, en janvier puis en avril 1943, des radars de veille aérienne de type 21 sont installés et les hublots des ponts inférieurs sont supprimés, sur chacun des deux croiseurs. En mai 1943, le Mogami les a rejoints, à la fin de sa refonte en croiseur-porte-aéronefs, et la 7e Division a participé, en juin, avec deux cuirassés rapides, trois porte-avions et de nombreux destroyers à un transport de troupes du Japon à Rabaul. En juillet, légèrement endommagé lors d'une attaque aérienne, le Kumano est envoyé en réparation au Japon. À la mi-octobre, le Suzuya et le Mogami ont participé à la sortie de six cuirassés, trois porte-avions et dix croiseurs de la Flotte Combinée qui a vainement essayé d'intercepter les forces américaines dont les Japonais supposaient qu'elles allaient attaquer l'île de Wake. 
Début novembre, l'envoi de Truk à Rabaul de sept croiseurs lourds, pour attaquer les troupes américaines qui avaient débarqué sur l'île de Bougainville, où la Marine Impériale japonaise venait d'essuyer un échec à la bataille de la baie de l'Impératrice Augusta a conduit l'amiral Halsey à lancer sur Rabaul, malgré les formidables défenses anti-aériennes de cette base, un raid massif de l'aviation embarquée. Le 5 novembre, 97 appareils du Task Group 50.4 du contre-amiral Sherman ont endommagé plusieurs croiseurs de la classe Takao, notamment le Maya, et à nouveau le Mogami. Le Suzuya pour sa part n'a pas été atteint lors de ce bombardement. Toutefois, les navires japonais ont alors définitivement abandonné Rabaul et Kavieng et se sont repliés sur Truk. En décembre, le vice-amiral Nishimura, promu à ce grade le 1er novembre, transfère sur le Kumano sa marque de commandement de la 7e Division de Croiseurs à laquelle auront été rattachés, le 1er janvier 1944, les deux croiseurs de la classe Tone, la 8e Division  étant dissoute. Alors que les Américains attaquent les îles Marshall,fin janvier, l'amiral Koga, Commandant-en-Chef de la Flotte Combinée, qui redoute une attaque sur les îles Carolines fait appareiller ses grands bâtiments de Truk vers les Palaos, puis les îles Lingga, au sud de Singapour.

### De l'attaque des Mariannes à la bataille du golfe de Leyte
Le 1er mars, une réorganisation des forces navales japonaises intervient. La 1re Flotte Mobile remplace la Flotte Combinée en tant qu'unité opérationnelle.  Le vice-amiral Ozawa en est nommé Commandant-en-Chef. La 1re Flotte Mobile était organisée en trois Forces, assez semblables aux Task Forces américaines, rassemblant porte-avions et grands navires porte-canons, une Force “A”, commandée par le vice-amiral Ozawa personnellement, avec la 1re Division de Porte-avions, deux croiseurs lourds (Myōkō et Haguro), un croiseur léger et six destroyers, une Force “B”, commandée par le contre-amiral Joshima, avec la 2e Division de Porte-avions, le cuirassé Nagato et le croiseur lourd Mogami et dix destroyers, et une Force “C”, commandée par le vice-amiral Kurita, avec la 3e Division de Porte-avions, les 1re et 11e Divisions de Cuirassés (Yamato et Musashi, Kongō et Haruna), quatre croiseurs lourds de la classe Takao, quatre croiseurs de la 7e Division de Croiseurs (Suzuya, Kumano et les deux croiseurs de la classe Tone), un croiseur léger et sept destroyers.
Fin mars-début avril, le Suzuya reçoit, à Singapour, huit pièces simples de 25 mm AA supplémentaires. À la mi-mai, il est basé, à Tawi-Tawi, à l'extrémité sud-ouest des Philippines, où se concentre alors la 1re Flotte Mobile. Les 19 et 20 juin, il participe à la bataille de la mer des Philippines, qui aboutit à une écrasante défaite de l'aviation embarquée japonaise. Rentré au Japon, le Suzuya reçoit à Kure un renforcement de sa Défense Contre Avions rapprochée, avec quatre affûts triples et dix affûts simples de 25 mm Type 96 supplémentaires, ce qui le dote de 50 tubes de ce calibre. Il rallie les îles Lingga, à la fin juillet. Dans le cadre du Plan Sho-Go, la 7e Division de Croiseurs est affectée à la Force d'Attaque de Diversion no 1 aux ordres du vice-amiral Kurita, qui regroupe sept cuirassés et onze croiseurs lourds.

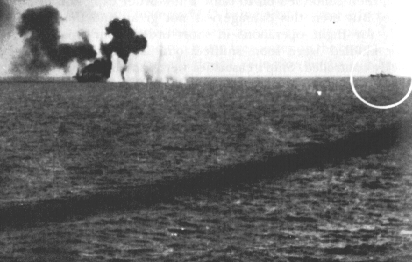
L'USS Gambier Bay sous le feu de bâtiments japonais, dont un est visible à l'horizon à droite.

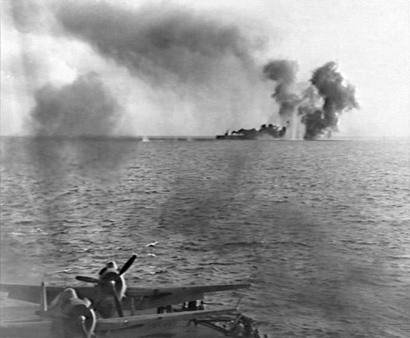
Le porte avions d'escorte encadré par les tirs japonais, vu depuis l'.

Le 18 octobre, la Force d'Attaque de Diversion no 1 appareille des îles Lingga, pour aller bombarder les forces amphibies américaines qui auront débarqué sur l'île de Leyte, à partir du 20 octobre. Le Suzuya n'est pas visé par l'attaque de deux sous-marins américains qui ont coulé deux croiseurs lourds, dont l'Atago, navire amiral du vice-amiral Kurita, sur la côte ouest de Palawan, à l'aube du 23 octobre. Il échappe aussi, en mer de Sibuyan, le 24 octobre, aux attaques de l'aviation embarquée de la IIIe Flotte américaine, qui ont envoyé par le fond le cuirassé géant Musashi. Le 25 octobre au matin, il participe à l'attaque de l'unité 77.4.3 de porte-avions d'escorte de la VIIe Flotte américaine, dont un, l'USS Gambier Bay , est coulé au canon par le croiseur lourd Chikuma . Mais la défense de ces petits porte-avions américains et de leurs bâtiments d'escorte est acharnée, malgré l'écrasante supériorité japonaise, quatre cuirassés armés de canons de 356 à 460 mm, et six croiseurs alignant 56 canons de 203 mm, contre sept destroyers portant au mieux six canons de 127 mm, et des porte-avions dont les appareils n'ont pas les bombes adaptées à l'attaque de bâtiments lourds. Torpillé par le destroyer USS Johnston, le Kumano doit quitter le champ de bataille et le vice-amiral Shiraishi qui commande la 7e Division de Croiseurs doit transférer sa marque sur le Suzuya. Attaqué par des “Avengers”, touché sur une plate-forme lance-torpilles, dont l'explosion endommage ses machines, le Suzuya doit être aussi abandonné, le destroyer Okinami récupère quelque 400 marins, et le vice-amiral Shiraishi transfère cette fois sa marque sur le Tone.